# Nuars
Nuars és un municipi francès, situat al departament del Nièvre i a la regió de Borgonya - Franc Comtat. L'any 2007 tenia 138 habitants.

## Demografia

### Població
El 2007 la població de fet de Nuars era de 138 persones. Hi havia 68 famílies, de les quals 28 eren unipersonals (12 homes vivint sols i 16 dones vivint soles), 20 parelles sense fills, 16 parelles amb fills i 4 famílies monoparentals amb fills.
La població ha evolucionat segons el següent gràfic:
Habitants censats

### Habitatges
El 2007 hi havia 134 habitatges, 67 eren l'habitatge principal de la família, 53 eren segones residències i 13 estaven desocupats. Tots els 133 habitatges eren cases. Dels 67 habitatges principals, 56 estaven ocupats pels seus propietaris, 6 estaven llogats i ocupats pels llogaters i 5 estaven cedits a títol gratuït; 2 tenien una cambra, 5 en tenien dues, 14 en tenien tres, 18 en tenien quatre i 28 en tenien cinc o més. 44 habitatges disposaven pel capbaix d'una plaça de pàrquing. A 38 habitatges hi havia un automòbil i a 22 n'hi havia dos o més.

### Piràmide de població
La piràmide de població per edats i sexe el 2009 era:
| Homes | Edats   | Dones |
| ----- | ------- | ----- |
| 4     | 95 o +  | 0     |
| 0     | 90 a 94 | 0     |
| 0     | 85 a 89 | 4     |
| 4     | 80 a 84 | 8     |
| 8     | 75 a 79 | 4     |
| 16    | 70 a 74 | 12    |
| 8     | 65 a 69 | 8     |
| 8     | 60 a 64 | 4     |
| 20    | 55 a 59 | 8     |
| 24    | 50 a 54 | 28    |
| 16    | 45 a 49 | 20    |
| 4     | 40 a 44 | 8     |
| 8     | 35 a 39 | 12    |
| 20    | 30 a 34 | 4     |
| 0     | 25 a 29 | 8     |
| 16    | 20 a 24 | 4     |
| 4     | 15 a 19 | 8     |
| 20    | 10 a 14 | 0     |
| 8     | 5 a 9   | 0     |
| 0     | 0 a 4   | 8     |

## Economia
El 2007 la població en edat de treballar era de 74 persones, 57 eren actives i 17 eren inactives. De les 57 persones actives 52 estaven ocupades (26 homes i 26 dones) i 5 estaven aturades (2 homes i 3 dones). De les 17 persones inactives 11 estaven jubilades, 1 estava estudiant i 5 estaven classificades com a «altres inactius».

### Ingressos
El 2009 a Nuars hi havia 72 unitats fiscals que integraven 149 persones, la mediana anual d'ingressos fiscals per persona era de 14.750 €.

### Activitats econòmiques
Dels 5 establiments que hi havia el 2007, 3 eren d'empreses de comerç i reparació d'automòbils, 1 d'una empresa de serveis i 1 d'una empresa classificada com a «altres activitats de serveis».
L'únic establiment comercial que hi havia el 2009 era una carnisseria.
L'any 2000 a Nuars hi havia 8 explotacions agrícoles que ocupaven un total de 1.176 hectàrees.

## Equipaments sanitaris i escolars
El 2009 hi havia una escola elemental integrada dins d'un grup escolar amb les comunes properes formant una escola dispersa.

## Poblacions més properes
El següent diagrama mostra les poblacions més properes.